# Милизак-Гипронвель
Милизак-Гипронвель (фр. Milizac-Guipronvel) — новая коммуна на северо-западе Франции, находится в регионе Бретань, департамент Финистер, округ Брест, кантон Сен-Ренан. Расположена в 11 км к северу от Бреста.
Население (2019) — 4 550 человек.

## История
Коммуна образована 1 января 2017 года путем слияния коммун Милизак и Гипронвель. Центром новой коммуны является Гипронвель. От него к новой коммуне перешли почтовый индекс и код INSEE. На картах в качестве координат Милизак-Гипронвель указываются координаты Гипронвеля.

## Достопримечательности
- Парк аттракционов La Récré des 3 Curés
- Коллегиальная церковь Святых Петра и Павла с красивыми витражами
- Церковь Нотр-Дам XVII века

## Экономика
Структура занятости населения:
- сельское хозяйство — 26,7 %
- промышленность — 2,8 %
- строительство — 20,0 %
- торговля, транспорт и сфера услуг — 32,5 %
- государственные и муниципальные службы — 18,0 %

Уровень безработицы (2018) — 6,7 % (Франция в целом —  13,4 %, департамент Финистер — 12,1 %). 

Среднегодовой доход на 1 человека, евро (2018) — 23 030 (Франция в целом — 21 730, департамент Финистер — 21 970).

## Администрация
Пост мэра Милизак-Гипронвеля с 2017 года занимает Бернар Кийевере (Bernard Quillévéré), с 2014 года занимавший пост мэра Милизака. На муниципальных выборах 2020 года возглавляемый им независимый список победил в 1-м туре, получив 70,96 % голосов.
| Период | Период | Фамилия         | Партия       | Примечания |
| ------ | ------ | --------------- | ------------ | ---------- |
| 2017   |        | Бернар Кийевере | Разные левые |            |

## Галерея

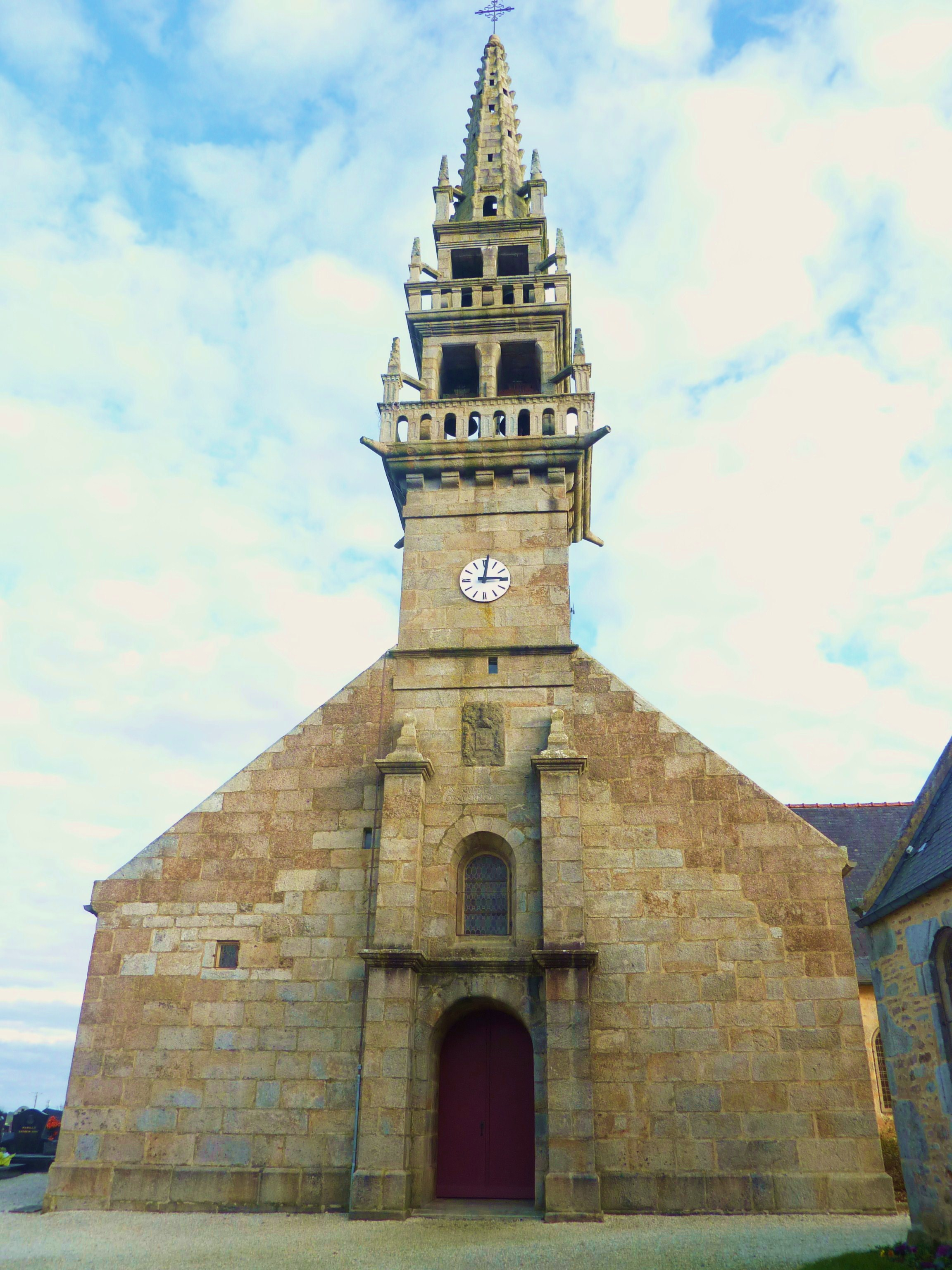
Церковь Святых Петра и Павла
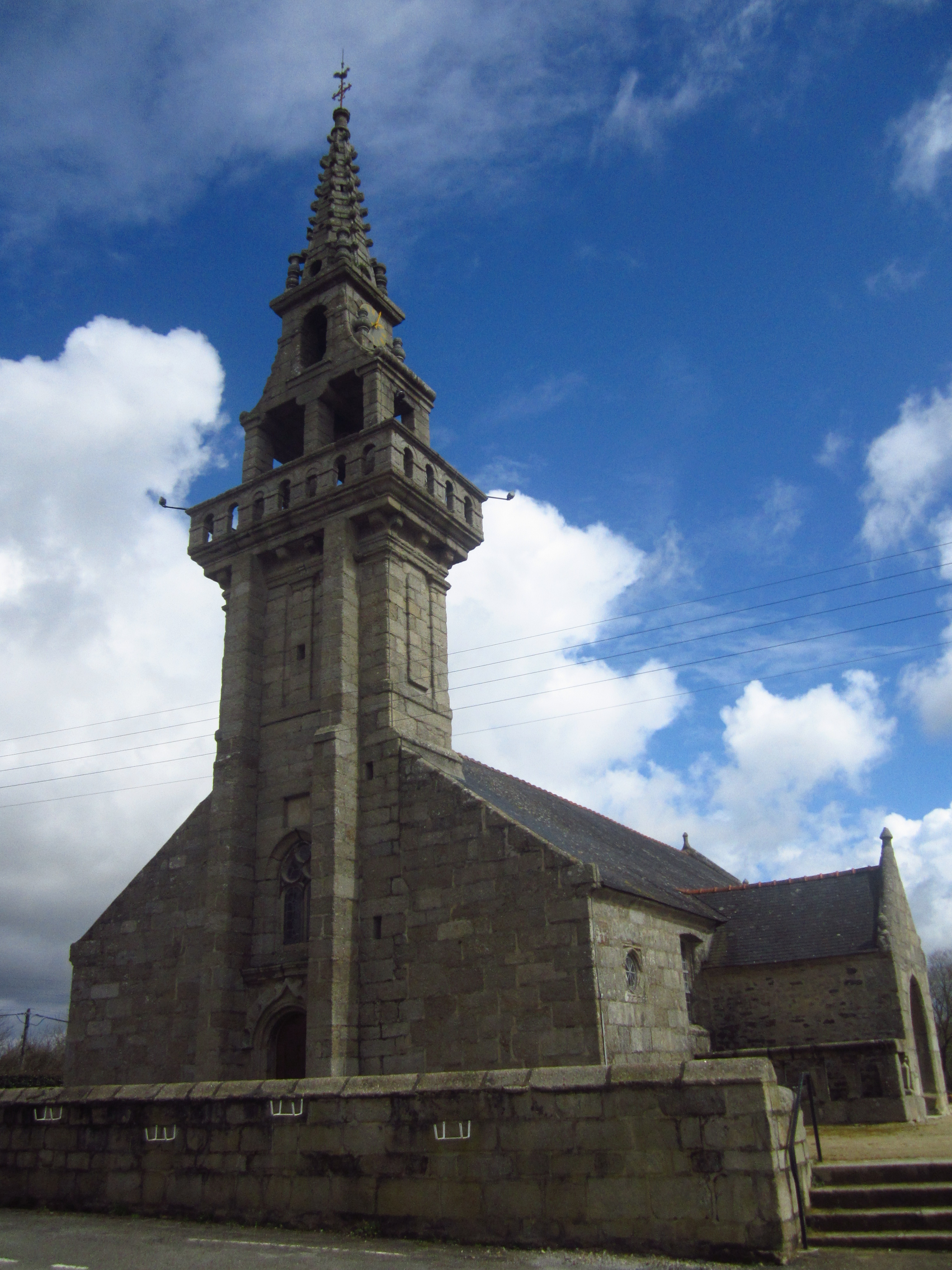
Церковь Нотр-Дам